# Thüringer Landbund
Der Thüringer Landbund (ThLB) war ein Landbund im deutschen Teilstaat Thüringen, der zwischen 1920 und 1933 bestand. In dieser Zeit entsandte er immer Abgeordnete in den Thüringer Landtag. Dort arbeitete er eng mit der DNVP zusammen, mit der er auch einige Regierungskoalitionen bildete. Der Thüringer Landbund war eine Gliedorganisation im Reichs-Landbund, der größten deutschen Bauernvereinigung mit konservativ-antidemokratischer Ausrichtung.
Der Thüringer Landbund war von seiner Ideologie her eine nationalistisch-konservative Bauernpartei. Seine Wähler waren vor allem Landwirte aus allen Teilen des damaligen Thüringens. Dadurch bedingt war er in ländlichen Regionen sehr stark, in Städten hingegen fast gar nicht vertreten. Bekanntester Politiker des Thüringer Landbundes war Erwin Baum, der als Vorsitzender des Staatsministeriums die erste Koalitionsregierung führte, an der die NSDAP beteiligt war (Baum-Frick-Regierung).

## Wahlergebnisse
Der Thüringer Landbund trat bei den sechs Landtagswahlen in Thüringen zwischen 1920 und 1933 an und erzielte dabei folgende Ergebnisse:
| Wahl  | Ergebnis | Sitze im Landtag |
| ----- | -------- | ---------------- |
| 1920  | 20,61 %  | 11               |
| 1921  | 18,94 %  | 10               |
| 19241 | 48,02 %  | 35               |
| 19272 | 33,68 %  | 19               |
| 1929  | 16,43 %  | 9                |
| 1932  | 8,35 %   | 6                |

1 als Listenvereinigung gemeinsam mit der DDP, der DVP und der DNVP unter dem Namen Thüringer Ordnungsbund
2 als Listenvereinigung gemeinsam mit der DVP und der DNVP